# ナミシッポゴケ
ナミシッポゴケ (Dicranum polysetum) は、シッポゴケ目シッポゴケ科に属する蘚類。

## 分布
北アメリカ、ヨーロッパ、日本に分布。日本では北海道から中部以北にかけて分布している。

## 特徴
葉の長さは7.5-10mm、最大15cmほどのパッチ状群落を形成する。葉は幅の狭い披針形で横ジワがあり、葉縁には鋸歯がある。茎は4-7cmで、分枝はしない。茎は密生し、フェルト状の仮根で覆われている。雌雄異株で、雄株は非常に小型であり、雌株の仮根内に生える。胞子体は2-4cmの柄をもち、柄の先に朔がつくが、イギリスでは朔が見つかっていない。
針葉樹林の林床などに生育しており、主に半日陰地や日陰地に群生する。